# Papilio ornythion
Espèce
Statut de conservation UICN

LC : Préoccupation mineure
Papilio ornythion est une espèce de lépidoptères (papillons) de la famille des Papilionidae. Cette espèce est présente en Amérique du Nord, du sud des États-Unis au Guatemala.

## Description

### Imago
L'envergure est comprise entre 85 et 115 mm. À l'avers les ailes sont noires, avec une bande jaune pâle traversée de veines noires et portent quelques macules jaune pâle au-dessus de la cellule et dans la partie submarginale. Les ailes postérieures portent une bande jaune pâle dans le prolongement de celle des ailes antérieures, une série de macules jaune pâle submarginales et une lunule orangée surmontée d'une lunule bleu irisé dans l'angle anal. Elles sont prolongées de queues noires. Au revers les ailes sont à dominante jaune pâle. Les ailes antérieures portent des motifs similaires mais les parties noires sont rayées de jaune, les ailes postérieures sont jaune pâle bordées de noir et portent une rangée de lunules orangées bordées de noir dans la partie médiane.
La femelle présente deux formes, une forme identique au mâle et une forme sombre. Chez cette dernière la bande médiane des ailes antérieures et postérieures est absente à l'avers, tandis que le revers est à dominante noir, avec des macules jaune pâle submarginale sur les ailes postérieures en plus des lunules orangées médianes.

Le corps est jaune pâle et noir sur le dessus. Il est plus sombre chez la forme sombre.

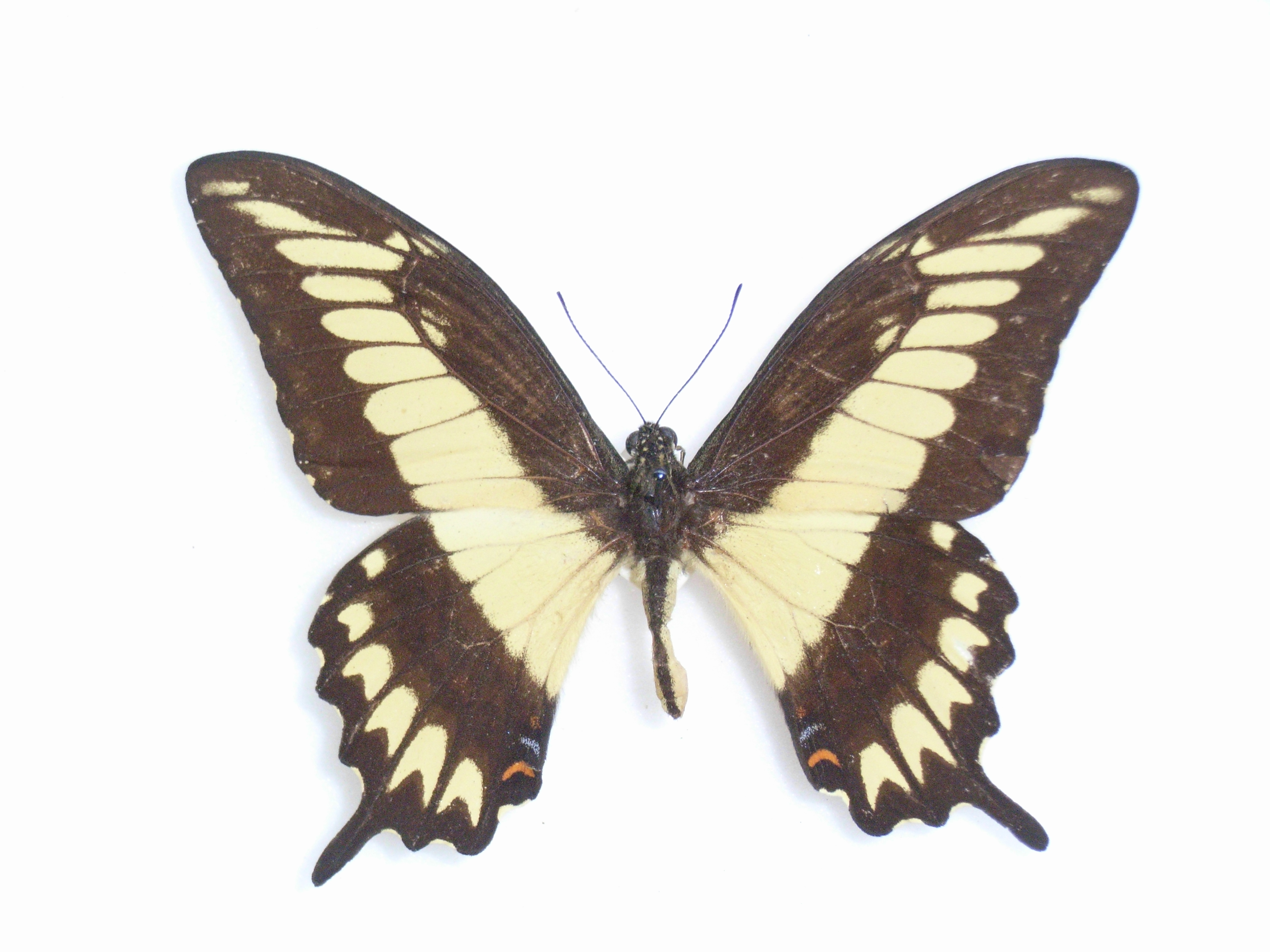
Papilio ornythion mâle

### Juvéniles
La chenille est marron foncée avec de petites macules violacées et orangées et de larges marques jaunes sur les flancs et l'arrière du corps. La chrysalide est à dominante verte et brune et imite des feuilles.

## Écologie
La femelle pond ses œufs sur des plantes du genre Citrus, notamment Citrus reticulata (le Mandariner). Les chenilles se nourrissent des feuilles de la plante-hôte et passent par cinq stades. Comme les autres espèces de Papilionides les chenilles portent derrière la tête un osmeterium, organe fourchu qui émet une substance qui repousse les prédateurs. Arrivée à maturité la chenille se change en chrysalide sur une branche. La chrysalide est maintenue à la verticale par une ceinture de soie. Les adultes volent surtout entre mars et juin et entre août et novembre.

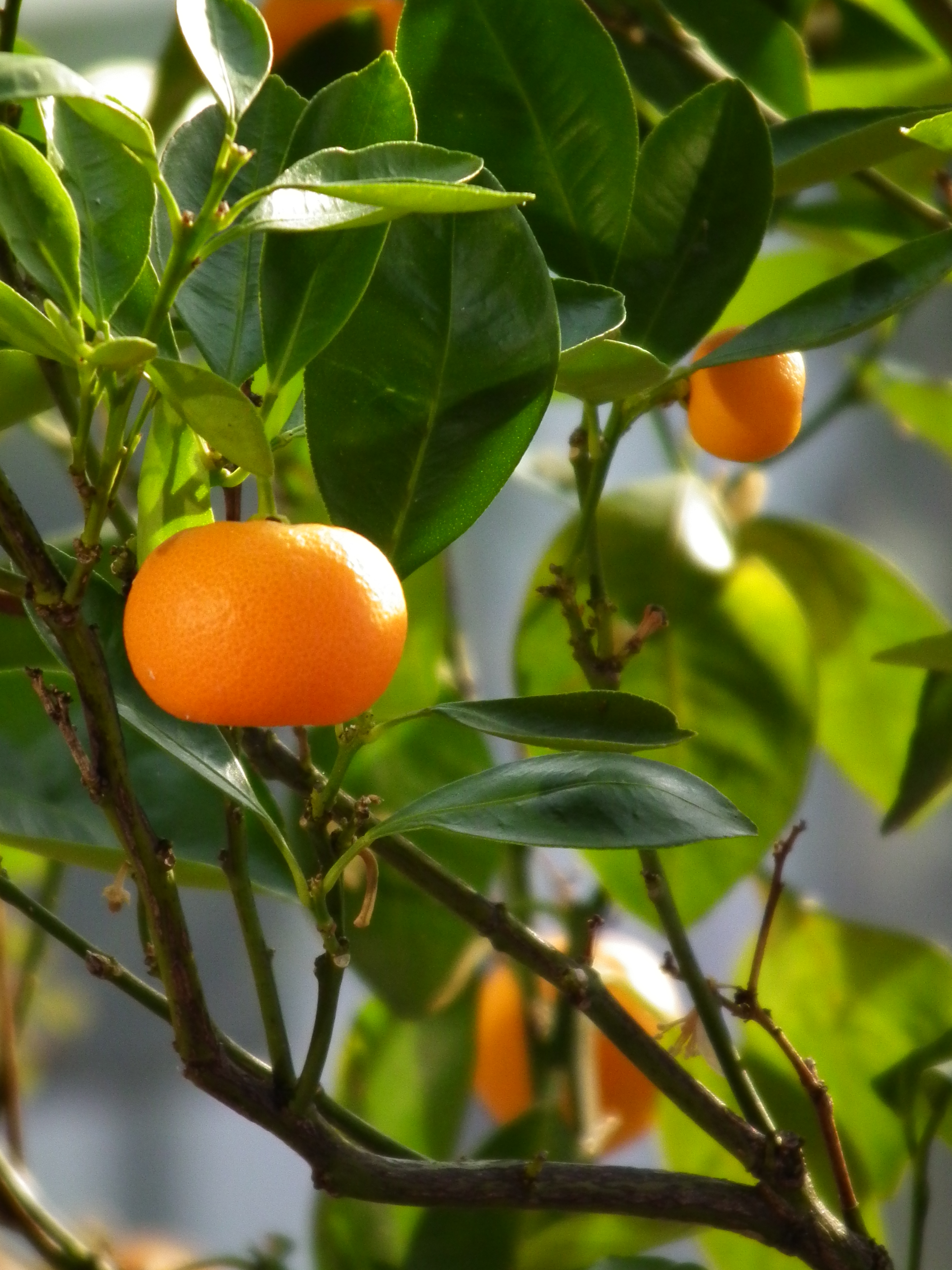
Citrus reticulata, plante-hôte de Papilio ornythion
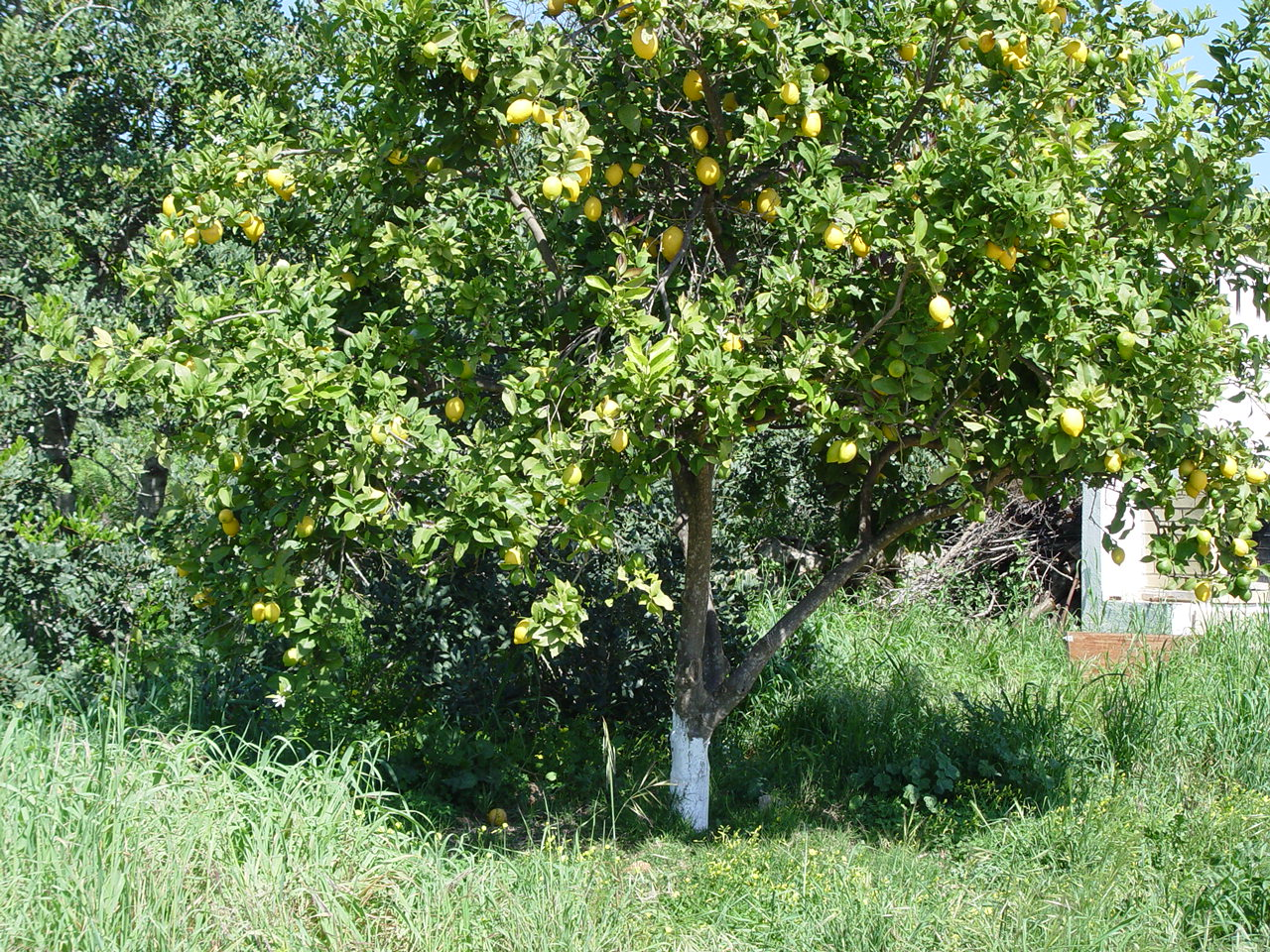
Citrus limon (citronnier)

## Habitat et répartition
Ce papillon américain est présent dans le sud des États-Unis (Texas, Arizona et sud de la Californie), au Mexique et jusqu'au Guatemala. Il pourrait être présent au Honduras, cependant les témoignages manquent sur la présence de cette espèce dans ce pays.
Papilio ornythion a été repéré dans les taillis, les zones montagneuses telles que les pics et les canyons et dans les forêts de feuillus. Il est aussi présent dans les zones urbaines et dans les zones cultivées telles que les vergers d'agrumes. Il semble préférer les milieux assez secs avec peu de précipitations.

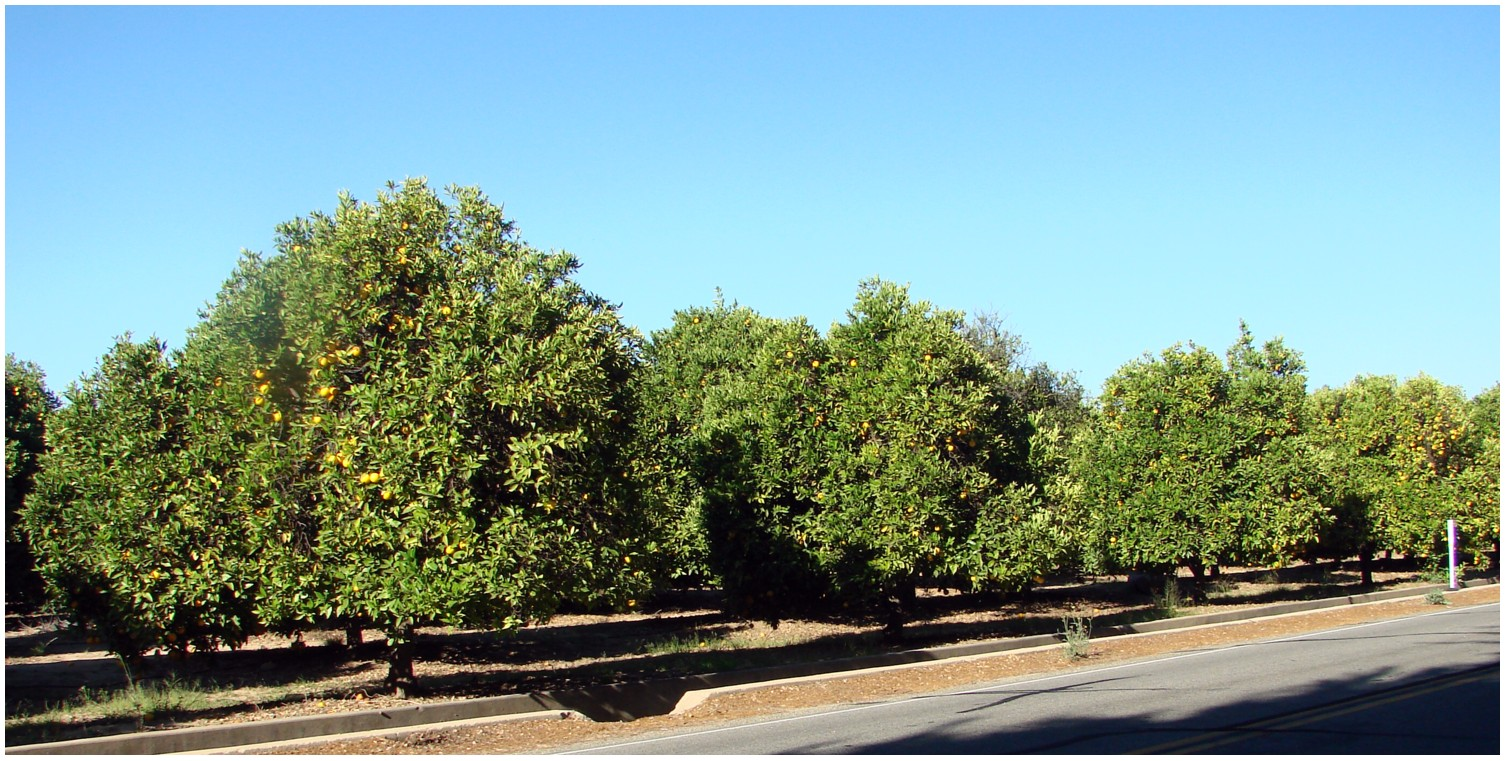
Verger d'agrumes
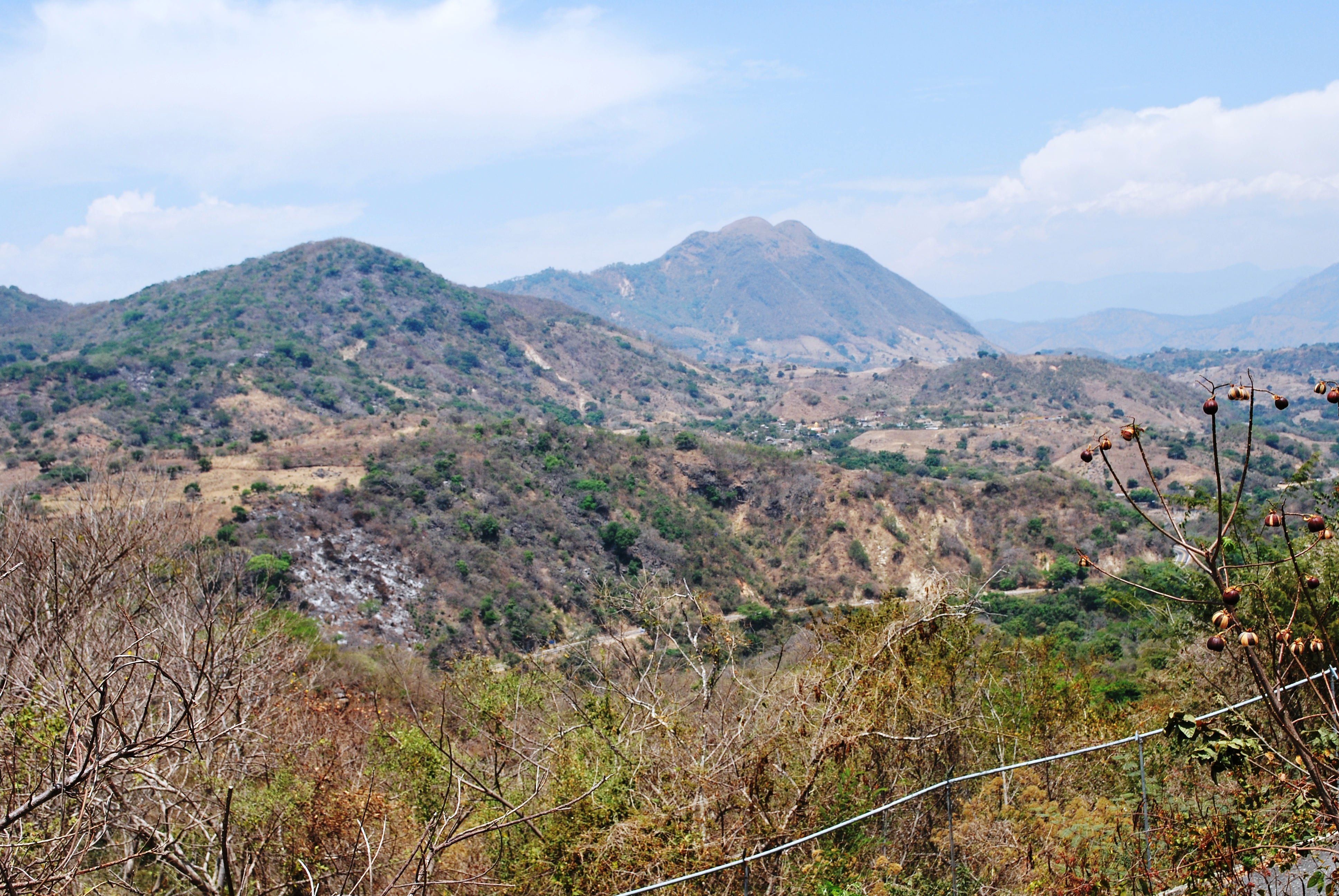
Montagnes au Mexique
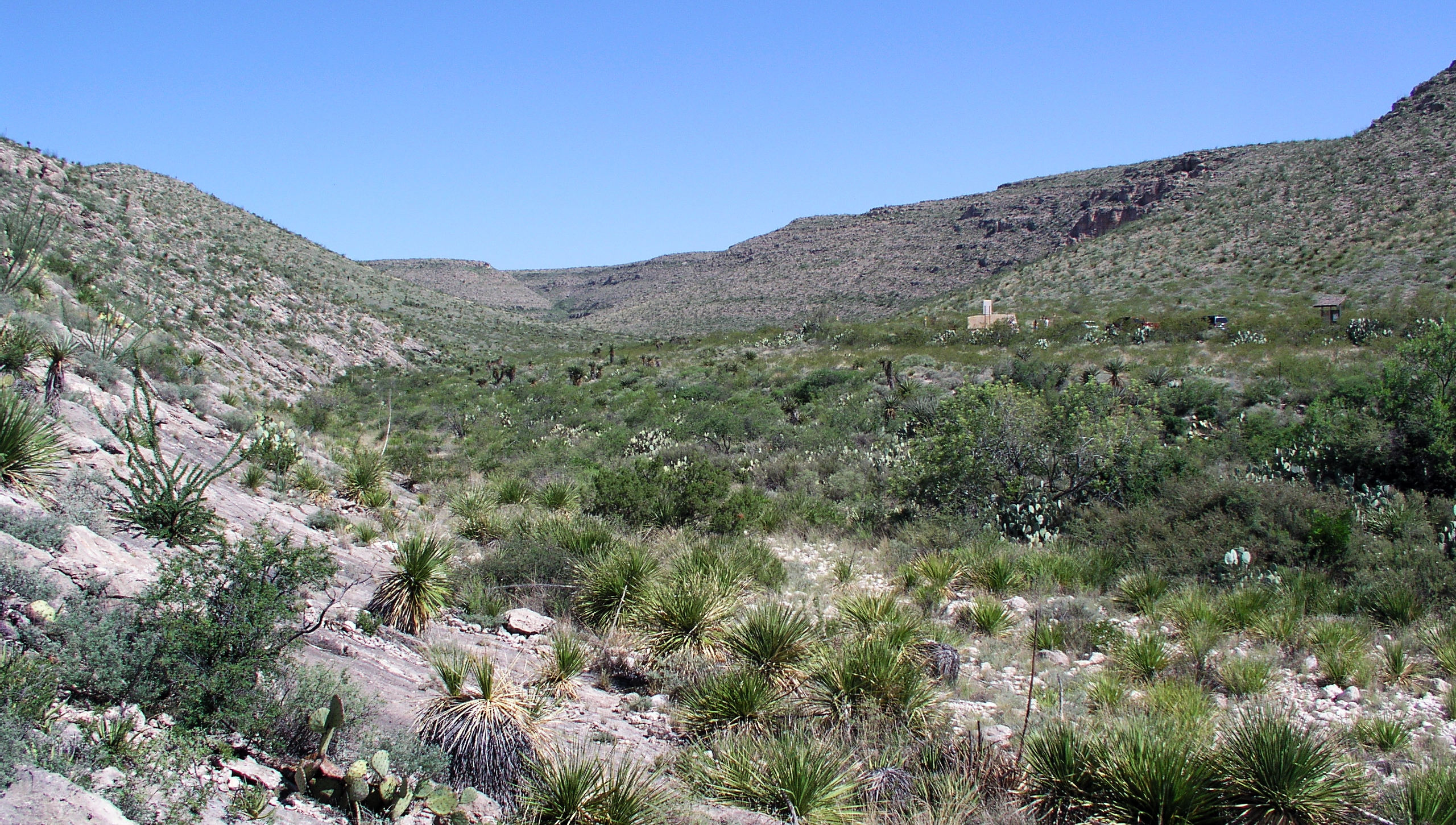
Walnut canyon, Arizona

## Systématique
L'espèce Papilio ornythion a été décrite pour la première fois en 1836 par l'entomologiste Boisduval dans son Histoire naturelle des insectes, à partir d'un spécimen de la collection de M. Roger provenant du Yucatan au Mexique. Papilio ornythion est placé dans le sous-genre et ancien genre Heraclides, composé de 33 espèces de Papilio américains, il est d'ailleurs souvent appelé Heraclides ornythion.

## Papilio ornythion et l'Homme

### Nom vernaculaire
L'espèce est appelée "Ornythion swallowtail" en anglais.

### Menaces et conservation
Papilio ornythion n'est pas considéré comme menacé par l'UICN. Son aire de répartition est vaste et sa plante-hôte est abondante car largement cultivée par l'Homme. L'espèce est cependant considérée comme peu commune.